# غاري تيلفر
غاري تيلفر (بالإنجليزية: Garry Telfer)‏ هو لاعب كرة قدم بريطاني في مركز الوسط، ولد في 19 يناير 1965، وتوفي في 2007. لعب مع كوين أوف ساوث.